# مینسوت بیچ (کارولینای شمالی)
مینسوت بیچ (به انگلیسی: Minnesott Beach) شهری در ایالت کارولینای شمالی کشور ایالات متحده آمریکا است که جمعیت آن در سرشماری سال ۲۰۱۰ میلادی، ۴۴۰ نفر بوده‌است.